# Герменешть (Ілфов)
Герменешть, Герменешті (рум. Ghermănești) — село у повіті Ілфов в Румунії. Входить до складу комуни Снагов.
Село розташоване на відстані 28 км на північ від Бухареста, 115 км на південь від Брашова.

## Населення
За даними перепису населення 2002 року у селі проживали 2034 особи.
Національний склад населення села:
| Національність | Кількість осіб | Відсоток |
| -------------- | -------------- | -------- |
| румуни         | 2019           | 99,3%    |
| цигани         | 7              | 0,3%     |

Рідною мовою назвали:
| Мова      | Кількість осіб | Відсоток |
| --------- | -------------- | -------- |
| румунська | 2018           | 99,2%    |
| циганська | 7              | 0,3%     |